# Lehtisaari (ö i Finland, Birkaland, Nordvästra Birkaland)
Lehtisaari är en ö i Finland. Den ligger i sjön Kankarinjärvi och i kommunen Kihniö i den ekonomiska regionen  Nordvästra Birkalands ekonomiska region  och landskapet Birkaland, i den sydvästra delen av landet, 240 km norr om huvudstaden Helsingfors. Öns area är 1,8 hektar och dess största längd är 170 meter i sydväst-nordöstlig riktning.